# Савина книга
Савина книга или Савово изборно евангелие е кирилски ръкопис от 10 или 11 век, писан в Източна България.
Състои се 129 пергаментови листа. Съдържа подбрани евангелски текстове, предназначени за прочитане в неделни и празнични дни. Някои от тях са: „Притча за жестокия длъжник“, „Притча за богатия притежател на лозе и неговите работници“, „Съденето на Исус. Отричането на Петър“. В края на ръкописа е поместен синаксар. Текстът на евангелието и синаксара са непълни поради повреди по ръкописа.
Езикът на „Савината книга“ е архаичен. Шрифтът е старинно уставно писмо, ранна форма на кирилицата, със следи от глаголица. Несложната украсата се състои от заглавки (инициали) и заставки.
Названието си дължи на 2 приписки, в които се споменава името поп Сава. Изказани са предположения, че той е преписвачът на евангелието. Още в 11 век са загубени листите от №152 до №163. Те са подменени с нови, дело на български книжовник. През 14 век текстът е допълнен отново, този път от руски книжовник.
Най-ранното му известно местонахождение е манастир край Псков. Там, според бележка в ръкописа, той се е намирал през 17 век. Впоследствие е пренесен в Типографската библиотека в Москва, където става обект на внимание от страна на Измаил Срезневски, който го публикува за пръв път. След 1917 г. е преместен в Руския държавен архив за древни актове (РГАДА), където се намира.

## Издания
- В. И. Щепкин, Саввина книга[неработеща препратка]. Санкт-Петербург, 1903 [критично издание, снабдено с бележки и пълен речник]
- Саввина книга: древнеславянская рукопись XI, XI-XII и конца XIII века (ред. О. А. Князевская). Москва, 1999

## Изследвания
- И. И. Срезневский, Древние славянские памятники юсового письма. Санкт-Петербург, 1868, 5 – 20
- V. Jagić, Das altslovenische Evangelistarium Pop Savas. – Archiv für slavische Philologie, 5, 1881, 580 – 612[неработеща препратка]
- В. И. Щепкин, Рассуждение о языке Саввиной книги. Санкт-Петербург, 1899
- В. А. Погорелов, Опыт изучения текста Саввиной книги. – Sbornik filosoficke fakulty Universiy Komenskeho v Bratislave, 5, 1927, 1 – 119
- I. Bǎrbulescu, Jarǎşi despre Savina Kniga şi Codex Suprasliensis in Dacia Traiană. – Archiva Societǎţii Istorico-Filologice din Jaşi, 44, 1937, 59 – 75.
- K. Horalek, Význam Savviny knigy pro rekonstrukci staroslovenského prekladu evangelia. Praha, 1948.
- В. Папазисовска, За Савината книга. – В: Кирил Солунски: Симпозиум 1100-годишнина од смртта на Кирил Солунски. Т.2. Cкопje, 1970, 301 – 317
- Е. Дограмаджиева, За предисторията на Савина книга. – Старобългаристика, 15, 1991, № 1, 25 – 34
- Иванова-Мавродинова, В., Мавродинова, Л. Украсата на старобългарските ръкописи до края на XI век. – Кирило-Методиевски студии, 12, 1999, 43 – 47
- К. Костова, Савината книга в контекста на ранната кирилска книжовна традиция. – Старобългаристика, 26, 2002, № 3, 13 – 19
- Е. В. Уханова, Саввина книга: отношение древнерусского писца к южнославянскому оригиналу. – В: Палеография, кодикология, дипломатика: Современный опыт исследования греческих, латинских и славянских рукописей и документов (ред. И. Г. Коновалова). Москва, 2013, 333 – 340[неработеща препратка]